# Disco, Ibiza, Locomía
Disco, Ibiza, Locomía (originalmente titulada simplemente como Locomía) es una película española de drama biográfico dirigida por Kike Maíllo, quien la coescribió junto a Marta Libertad. Está protagonizada por Jaime Lorente, Alberto Ammann, Alejandro Speitzer, Iván Pellicer, Pol Granch, Javier Morgade, Albert Baró, Gonzalo Ramírez, Eva Llorach y Blanca Suárez. Tuvo su estreno mundial en el Festival de Málaga el 8 de marzo de 2024, y su estreno en cines españoles se produjo el 17 de mayo de 2024, de la mano de DeAPlaneta.

## Trama
España, mediados de los 80. Un grupo de amigos capitaneados por Xavi Font (Jaime Lorente) acaba de llegar a Ibiza persiguiendo su sueño de dedicarse a la moda. Allí les descubre el productor José Luis Gil (Alberto Ammann), un magnate de la industria musical que busca nuevos talentos para lanzar un grupo. Sin tener ni idea de cantar, el grupo inicia una carrera que les lleva de vivir como hippies en Ibiza, a llenar estadios en Latinoamérica y, de paso, revolucionar las discotecas de medio mundo.

## Reparto
- Jaime Lorente como Xavi Font
- Alberto Ammann como José Luis Gil
- Alejandro Speitzer como Carlos Armas
- Iván Pellicer como Manuel Arjona
- Pol Granch como Jaume
- Blanca Suárez como Lurdes Iribar
- Javier Morgade como Luis Font
- Gonzalo Ramírez como Gard Passchier
- Albert Baró como Juan Antonio Fuentes
- Vito Sanz como Manuel Gil
- Eva Llorach como Nieves
- Llum Barrera como madre de Manolo
- Xavi Melero como Freddie Mercury
- Horacio Colomé como Presentador Mexicano

## Producción
El 15 de septiembre de 2022, se anunció que un biopic de la banda española de electropop Locomía, titulado igualmente Locomía, estaba en desarrollo, con Kike Maíllo de director y con Jaime Lorente y Alberto Ammann como protagonistas. En un reportaje de La Vanguardia sobre Lorente, se dijo que el rodaje de la película comenzaría el viernes 19 de mayo de 2023, aunque noticias posteriores dijeron que el rodaje había comenzado el día anterior, el 18 de mayo de 2023. En julio de 2023, se anunció que el rodaje de la película había concluido. Con el anuncio del final del rodaje, se anunció que el título de la película fue cambiado de Locomía a Disco, Ibiza, Locomía, las primeras líneas de la canción epónima de 1989.
El presupuesto de la película es de 6.1 millones de euros, incluyendo 1.2 millones de euros procedentes de la ayudas generales del ICAA.

## Lanzamiento y marketing
En julio de 2023, poco después del anuncio del final del rodaje, DeAPlaneta anunció que estrenaría Disco, Ibiza, Locomía en cines españoles el 19 de abril de 2023. El 26 de febrero de 2024, se anunció que la película fue retrasada del 19 de abril al 17 de mayo de 2024. La cinta tuvo su estreno mundial en el Festival de Málaga el 8 de marzo de 2024.

## Recepción

### Taquilla
En su primera semana, Disco, Ibiza, Locomía se estrenó en 272 cines, coincidiendo principalmente con los estrenos de Amigos imaginarios, Caída libre y Lo que sucede después, entre otras cintas.

### Crítica
Disco, Ibiza, Locomía ha recibido críticas generalmente positivas por parte de los críticos. Víctor Mopez de eCartelera le dio a la película un 7 de 10, escribiendo que la historia de Locomía "daba para una gran ficción en la que explotar una historia de excesos, traiciones, autodestrucción y el despotismo de una industria musical que llevó a arrasar a un grupo de chavales arrasándolos por el camino al privarles de su libertad sexual" y que el grupo "hubiese merecido una ficción salvaje y desprejuiciada [...] pero opta por una mirada más luminosa que, sin dejar de lado el componente reivindicativo, se queda en una desenfadada comedia", además de comparar su estructura narrativa con la de La red social y elogiar la dirección de arte y las interpretaciones de Jaime Lorente y Alberto Ammann, concluyendo que la cinta es "resulta un entretenimiento ligero y disfrutón que, además, se engrandece gracias a las icónicas canciones del grupo que todos y todas, en mayor o menos medida, conocemos". Raquel Hernández Luján de Hobby Consolas le dio a la película un 70 de 100, diciendo que la cinta "se esfuerza por lidiar con diferentes aspectos, pero es siempre una propuesta luminosa, reivindicativa e incluso con un toque de humor" y señalando que "desde el principio sabemos que la narración es poco fiable y que lo que vamos a ver no siempre se corresponde con la realidad, sino que hay dramatizaciones para hacer más atractiva la cinta", además de destacar el apartado técnico diciendo que sirve "para darle color y contexto a una película que a veces recrea con imágenes de archivo los sucesos conocidos y emitidos en televisión o actuaciones del grupo" y apreciar que la cinta "no busca tanto la mímesis física [...] como quedarse con la energía de las personas reales que se muestran", concluyendo que la cinta "requería una cierta dosis de locura que le han sabido insuflar desde el guión escogiendo de forma muy acertada los hitos para la agrupación". Irene Abecia Navarro de Cinemagavia le dio a la película un 7.5 de 10, describiendo la película como una cinta "sin imitaciones ni parodias" y que "queda patente esa íntima relación que mantienen todos [los integrantes de Locomía], inigualable y mucho más relevante que la obtención del éxito", además de describir a su elenco como "fabuloso", concluyendo que la cinta es "Divertida, atrevida y emotiva [...] El último y acertado largometraje de Kike Maíllo".
Susana Amores de AVPasión escribió que la película es "una comedia sin vergüenza de serlo" y "una película sobre la música en la que ésta tiene poca importancia", además de elogiar la estructura diciendo que "permite a la película ahorrarse la concatenación de los hechos y alternar la acción con la narración, de forma que sólo vemos representado lo más relevante, y escuchamos la opinión de los personajes para todo lo demás", elogiar las interpretaciones, la dirección de Maíllo y la dirección de arte, y señalar que el guion "sabe cuándo dejar a un lado chistes y bromas para apretar las tuercas del drama y ahondar en los sentimientos de sus protagonistas", aunque criticó el desenlace como "abrupto y poco claro", concluyendo que la cinta es "una película con todas las letras, que merece ser vista en la gran pantalla y ser disfrutada con los cinco sentidos". Jesús Usero de AcciónCine le dio a la película cuatro estrellas de cinco, escribiendo que la cinta "rehúye de esa idea [de lo que suelen ser los biopics] y se adentra en lo sórdido y lo oscuro, en las luchas de poder, en los desastres, las drogas, las traiciones, las demandas… todo lo que se escondía detrás de un éxito inesperado que revolucionó todo el mundo. Pero lo hace, además, consiguiendo ser una optimista mirada a todo ello y a los 80 y los 90 en nuestro país" y destacó a Lorente diciendo que da "su mejor interpretación hasta la fecha", concluyendo que "ha quedado un biopic más que interesante". Juan Sardá de El Español también le dio a la película cuatro estrellas de cinco, diciendo que la cinta está "bien contada, interpretada y ambientada en su época" y que "logra extraer verdadera 'densidad humana' en una épica de autodestrucción estúpida que rezuma una dolorosa y reconocible honestidad a pesar de que la historia tampoco deja de tener un cierto tono surrealista". Mario Hernández de mundoCine le dio a la película cuatro estrellas y media de cinco, escribiendo que el guion está trabajado "con desparpajo y maestría, al más puro estilo Locomía" y elogiando la excentricidad de su apartado visual diciendo que "se logra gracias al simbiótico trabajo artístico detrás de los vestuarios, peinados, y maquillaje; y que transportan al espectador al epicentro de esta gran familia", además de elogiar su motnaje diciendo que "derrocha extravagancia y viveza visual gracias al continuo cambio de estilos y escenografías", concluyendo que la película "se concibe como un excéntrico y efervescente biopic sobre la familia que una vez fue Locomía".
Algunos críticos no fueron tan positivos. Pablo Vázquez de Fotogramas le dio a la película tres estrellas de cinco, escribiendo que "el conjunto destila energía y hace justicia a partes de la historia mientras que lima otras para que encajen con el público de Te estoy amando locamente" y describiendo la cinta como "una obra estimulante, con personajes que no son de una pieza, y que, tras su abanico multicolor, oculta un fondo de dolor, venganza y traición", aunque dijo que la cinta está "perjudicada por su buenismo final". Andrea G. Bermejo de Cinemanía también le dio a la película tres estrellas y media de cinco, escribiendo que Locomía "hubiese pedido una ficción salvaje y desprejuiciada, algo en el tono del Scorsese de El lobo de Wall Street" y que "la aproximación de Kike Maíllo a esta historia, a veces se acerca a ese espíritu [...] y es cuando más brilla", aunque lamentó que "por alguna razón, otras veces opta por la comedia al más puro estilo Telecinco y pierde de vista la película desenfrenada que el grupo merecía". Carmen L. Lobo de La Razón también le dio tres estrellas de cinco, describiendo la cinta como "divertida, lisérgica y lógicamente horterilla" y escribiendo que "además del auge y caída de la banda nos encontramos también con el tributo a una generación que decidía por fin salir de un profundo armario ropero".
Sin embargo, la película también recibió algunas críticas negativas. José María Aresté de deCine21.com le dio a la película un 4 de 10, escribiendo que Maíllo y su coguionista Marta Liberta "no se han planteado una película de corte realista, ni mucho menos, sino más bien de homenaje gamberro y nostálgico, de tratar de captar el espíritu 'libre' de la época" y que "resulta innegable que todo esto [el tener que esconder la homosexualidad en la España de los 90 y los excesos con sustancias y orgiásticos de las fiestas] se describe con consciente e insensata frivolidad, cosas de la juventud que el espectador no-conocedor podría llegar a pensar que no pasan factura", y de los actores dijo que "destaca Jaime Lorente, que pese a su registro limitado quizá ofrece su interpretación más completa hasta la fecha [...] Pero si verdaderamente un actor sobresale en la función es un irreconocible Alberto Ammann". Víctor A. Gómez de La Opinión de Málaga escribió que la película "no se atreve del todo, aunque resulta evidente que su director, Kike Maíllo, no se toma demasiado en serio a los personajes, a los que maneja como muñequitos sin demasiado significado" y que "quizás se haya querido, simplemente, hacer una película pop, ingenua, sin complicaciones, fácil, divertida [...] pero es que hay cierto aire de importancia en los procedimientos que traiciona la ligereza con la que a veces se toma la película a sí misma", para finalmente concluir que "lo que está claro es que Maíllo y su equipo han hecho una película sólo con cielo, sin infierno [...] A mí me parece un error absoluto [...], pero peor es retorcer y ajustar el relato de Locomía desde los tiempos actuales, preocupados por encontrar ídolos y precursores (aunque no sean genuinos) de los valores y tendencias de hoy". Javier Ocaña de El País calificó la película como "un desastre" en una crítica negativa, diciendo que la película "no tiene la irresistible intensidad de voz y mirada, de verdad y lucha, de vidas perras labradas a fuerza de noche y dinero, de ascensos y caídas, de complicidad y destrucción mutuas, de los verdaderos [Xavi] Font y [José Luis] Gil" y que su fórmula estructural "está en la línea de la pauta documental de declaraciones con bustos parlantes de la miniserie [Locomía, de Movistar Plus+] [...] pocas cosas ocurren, porque casi todo se cuenta", además de añadir que "ya desde la primera secuencia, el contraste entre lo que afirma el narrador en off que era Ibiza aquellos días, con el hedonismo como modo de vida alrededor de 'la mejor discoteca del mundo', y lo que se ve en imágenes es desolador" y que "tiene problemas incluso en el montaje de sonido de varias secuencias de plano-contraplano con escorzo. Y ni siquiera la música tiene fuerza", concluyendo que la cinta es "una oportunidad perdida".